# Мартин, Эдуард Арнольд
Эдуард Арнольд Мартин (нем. Eduard Arnold Martin; 22 апреля 1809, Гейдельберг — 5 декабря 1875, Берлин) — немецкий учёный, медик, акушер и гинеколог, педагог.

## Биография
Первоначально изучал право, позднее, в 1830—1831 гг. — медицину в Гейдельбергском университете, ученик Максимилиана фон Челиуса и Франца Негеле. Продолжил обучение в Йенском университете. В 1833 году получил докторскую степень в Гёттингенском университете. Совершил длительной учебную поездку в Прагу, Вену, Берлин, Англию и Францию.
С 1835 по 1858 год — профессор в университете Йены. В 1837 г. был назначен заместителем директора университетского родильного дома. С 1858 года до смерти — профессор в Берлинском Шарите.
Энергичный практический врач и организатор во многjм способствовал развитию акушерства и особенно гинекологии.
В Берлине основал отделение гинекологии. Будучи педагогом, привлёк в свою клинику целый ряд выдающихся учеников и стал основателем первой немецкой акушерско-гинекологической школы, из которой вышли Роберт фон Ольсгаузен, Адольф Гуссеров, Винкель.
Автор многочисленных научных работ (в том числе, автор первого предложения применять хлороформ при родах). Его «Hand-Atlas der Gynäkologie und Geburtshülfe» («Атлас акушерства и гинекологии» (1880) был переведен на многие другие языки.
В 1873 году основал в Берлине Gynäkologische Gesellschaft (Гинекологическое общество).